# Biscutella baetica
Biscutella baetica Boiss. och Reut. är en korsblommig växt som ingår i släktet Biscutella och familjen korsblommiga växter.

## Beskrivning
Biscutella baetica är en  ettårig växt som blir 50 cm hög. Dess blad är 10 cm långa. Frukten en baljkapsel med 1,5 – 2 mm stora frön.
Blommar februari–maj.
Kromosomtal 2n = 8.

## Habitat
Södra Spanien, Marocko och Algeriet.

## Biotop
Kalkgynnad. Håller sig 150 m – 800 m ö h.

## Etymologi

Bética

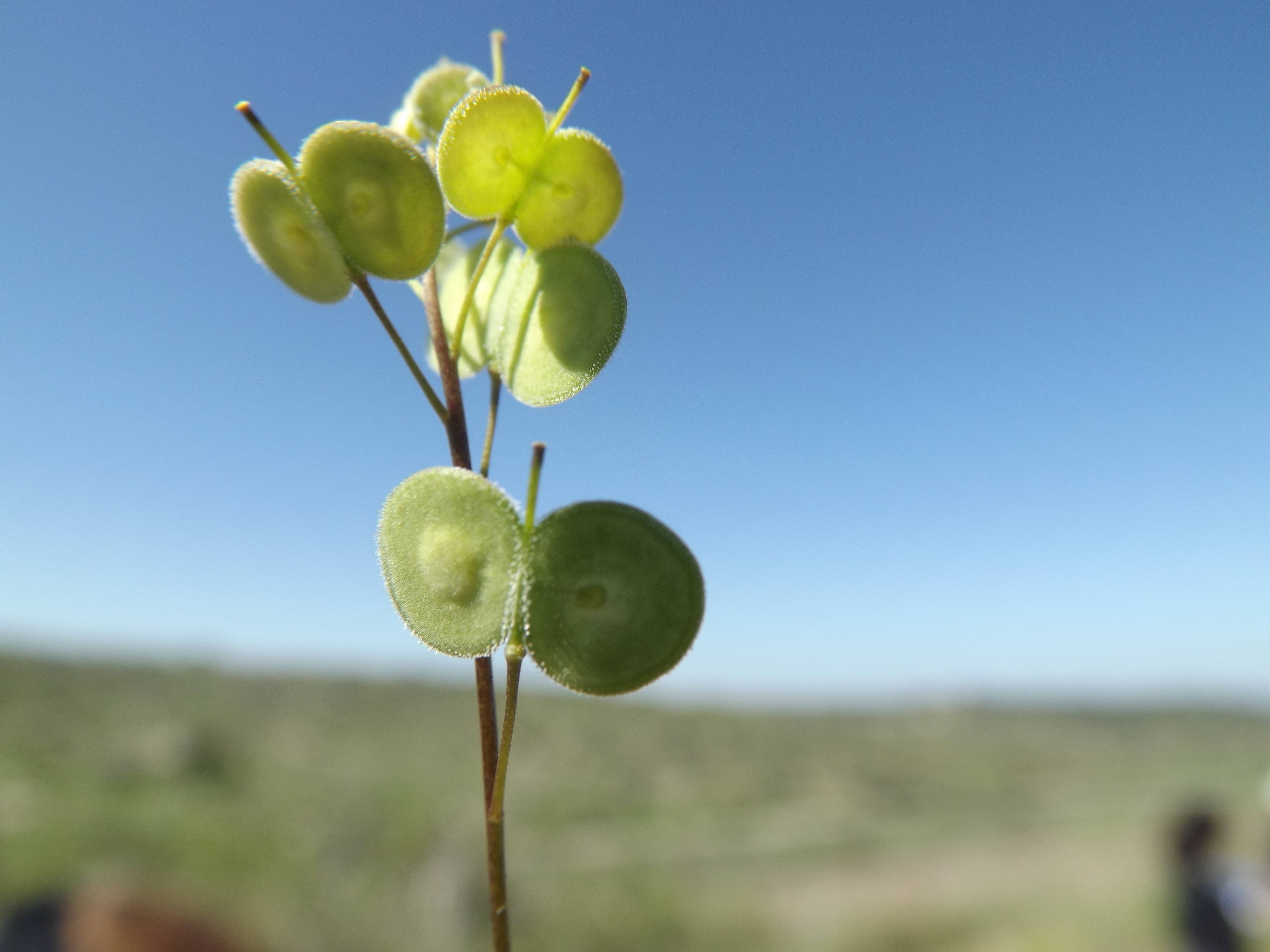
"Två brickor"
(Biscutella didyma)

- Släktnamnet Biscutella kommer av latin bi = två + scutella = fat, bricka med syftning på utseendet av frukterna.
- Artepitetet baetica myntat efter området Bética i södra Spanien, där denna växt hör hemma.